# Grand Prix Xpress
Grand Prix Xpress es un programa veraniego de televisión español creado por la productora Europroducciones, emitido por CMMedia y Canal Extremadura desde el verano de 2010.

## Historia
En 2010, ni las cadenas autonómicas ni Televisión Española decidieron producir la decimoquinta temporada del tradicional Grand Prix del verano a causa de los recortes presupuestarios, así como la apuesta por otro tipo de espacios. Estos fueron los motivos principales por los que ese verano no hubo una nueva edición.
Sin embargo, Europroducciones creó un nuevo espacio para algunas cadenas de la FORTA a partir del clásico Grand Prix llamado Grand Prix Xpress, un espacio diario de media hora de duración que se emite en el access prime time.
La productora realizó 40 entregas de este formato que recoge y rememora las mejores anécdotas y vivencias de los pueblos participantes de las últimas 3 temporadas del programa (2007, 2008 y 2009).

## Locutores
- Fernando Costilla (2010-2011)
- Paco Bravo (2010-2011)

## Funcionamiento
El formato consiste en recoger y rememorar las mejores anécdotas y vivencias de los pueblos participantes de las últimas 3 temporadas del programa (2007, 2008 y 2009). En este espacio se hace un seguimiento a los participantes más divertidos, a todas las pruebas y a los golpes más graciosos. En la presente edición se suprimen los presentadores y los invitados. Por otro lado, crearon una especie de reality musical aprovechando el Karaoke Kid, una prueba en la que tenían que cantar. A pesar de los cambios la prueba de la vaquilla sigue siendo el eje del programa.
Muchas de las pruebas están basadas en pruebas del programa japonés Humor Amarillo (como "Los troncos locos" o muchas de las gymkanas), aunque con diferencias notables en otras.
En esta nueva etapa del Grand Prix, no se sigue ninguna estructura, ya que las pruebas van salteadas por las diferentes ediciones.

## Pruebas
En el programa han aparecido las siguientes pruebas:
| - Baloncesto En Pañales - Corazón Explosivo - El Señor De Las Vaquillas - Hotel Prix - Karaoke Kid - La Cucaña - La Eurovaquilla - La Máquina Del Tiempo - La Pócima Mágica - Las Bolas Acuáticas - Las Gladiadoras - Las Paralelas Infernales - Los Arqueolocos - Los Bebés Golosos - Los Bichos - Los Bolos - Los Caballeros - Los Coscorrones - Los Ki-Monos | - Los Piratas - Los Rompepuertas - Los Saltimbanquis - Los Superfontaneros - Los Tomatenores - Los Trogloditas - Los Troncos Locos - Manos - Menuda Galleta - Náufragos - Pim, Pam, Pum - Prehistorix - Salta - Salvad El Planeta - Superhéroes En Apuros - Surfing Prix - Tiro Al Pingüi-Pato - Vamos A La Playa - Vuelo Supermosca |

## Canales en los que se emite
| Cadena                          | Inicio                  | Final                   |
| ------------------------------- | ----------------------- | ----------------------- |
| Castilla-La Mancha TV           | 5 de julio de 2010      | 23 de julio de 2010     |
| Castilla-La Mancha Televisión 2 | 20 de diciembre de 2010 | 21 de enero de 2011     |
| Canal Extremadura               | 13 de julio de 2010     | 6 de septiembre de 2010 |

## Capítulos y audiencias
| N.º | Fecha                 | Fecha             | Fecha                           | Audiencia     |
| N.º | Castilla-La Mancha TV | Canal Extremadura | Castilla-La Mancha Televisión 2 | Audiencia     |
| --- | --------------------- | ----------------- | ------------------------------- | ------------- |
| 1   | 5/7/2010              | 13/7/2010         |                                 | 26 000 (4,4%) |
| 2   | 6/7/2010              | 14/7/2010         |                                 | 13 000 (1,9%) |
| 3   | 7/7/2010              | 15/7/2010         |                                 | 8 000 (1,2%)  |
| 4   | 8/7/2010              | 16/7/2010         |                                 | 15 000 (2,5%) |
| 5   | 9/7/2010              | 19/7/2010         |                                 |               |
| 6   | 12/7/2010             | 20/7/2010         |                                 | 13 000 (2,1%) |
| 7   | 13/7/2010             | 21/7/2010         |                                 | 29 000 (5,8%) |
| 8   | 14/7/2010             | 22/7/2010         |                                 | 18 000 (3,8%) |
| 9   | 15/7/2010             | 23/7/2010         |                                 | 18 000 (3,8%) |
| 10  | 16/7/2010             | 26/7/2010         |                                 | 19 000 (4,5%) |
| 11  | 19/7/2010             | 27/7/2010         |                                 | 27 000 (5,5%) |
| 12  | 20/7/2010             | 28/7/2010         |                                 | 16 000 (3,8%) |
| 13  | 21/7/2010             | 29/7/2010         |                                 | 21 000 (4,3%) |
| 14  | 22/7/2010             | 30/7/2010         |                                 | 9 000 (2,6%)  |
| 15  | 23/7/2010             | 2/8/2010          |                                 | 12 000 (3,3%) |
| 16  |                       | 3/8/2010          | 20/12/2010                      |               |
| 17  |                       | 4/8/2010          | 21/12/2010                      |               |
| 18  |                       | 5/8/2010          | 22/12/2010                      |               |
| 19  |                       | 6/8/2010          | 23/12/2010                      |               |
| 20  |                       | 9/8/2010          | 24/12/2010                      |               |
| 21  |                       | 10/8/2010         | 27/12/2010                      |               |
| 22  |                       | 11/8/2010         | 28/12/2010                      |               |
| 23  |                       | 12/8/2010         | 29/12/2010                      |               |
| 24  |                       | 13/8/2010         | 30/12/2010                      |               |
| 25  |                       | 16/8/2010         | 31/12/2010                      |               |
| 26  |                       | 17/8/2010         | 3/1/2011                        |               |
| 27  |                       | 18/8/2010         | 4/1/2011                        |               |
| 28  |                       | 19/8/2010         | 5/1/2011                        |               |
| 29  |                       | 20/8/2010         | 6/1/2011                        |               |
| 30  |                       | 23/8/2010         | 7/1/2011                        |               |
| 31  |                       | 24/8/2010         | 10/1/2011                       |               |
| 32  |                       | 25/8/2010         | 11/1/2011                       |               |
| 33  |                       | 26/8/2010         | 12/1/2011                       |               |
| 34  |                       | 27/8/2010         | 13/1/2011                       |               |
| 35  |                       | 30/8/2010         | 14/1/2011                       |               |
| 36  |                       | 31/8/2010         | 17/1/2011                       |               |
| 37  |                       | 1/9/2010          | 18/1/2011                       |               |
| 38  |                       | 2/9/2010          | 19/1/2011                       |               |
| 39  |                       | 3/9/2010          | 20/1/2011                       |               |
| 40  |                       | 6/9/2010          | 21/1/2011                       |               |